# Coupe Spengler 1937
Navigation
Édition précédente Édition suivante
La Coupe Spengler 1937 est la 15e édition de la Coupe Spengler. Elle se déroule en décembre 1937 à Davos, en Suisse.

## Règlement du tournoi
Les six équipes sont réparties en deux groupes de trois équipes chacun. Le groupe A est composé de l'LTC Prague, du SC Berlin et de l'Université de Cambridge. Le groupe B est composé du Cercle des Sports d’Hiver de Bruxelles, de l'Université d'Oxford et du Hockey Club Davos. 
Les équipes jouent un match contre chacune des autres équipe de son groupe. La deuxième équipe du groupe A rencontre la deuxième équipe du groupe B pour la 3e place. Les premiers de chaque groupe se rencontrent afin de déterminer le vainqueur de la Coupe Spengler.

## Résultats

### Phase de groupes

#### Groupe A
| Clt   | Équipe                  | PJ | V | VP | D | DP | BP | BC | Pts |
| ----- | ----------------------- | -- | - | -- | - | -- | -- | -- | --- |
| +001, | LTC Prague              | 2  | 2 | 0  | 0 | 0  | 13 | 1  | 4   |
| +002, | SC Berlin               | 2  | 1 | 0  | 1 | 0  | 5  | 3  | 2   |
| +003, | Université de Cambridge | 2  | 0 | 0  | 2 | 0  | 0  | 14 | 0   |

- Qualifié directement pour la finale

| décembre | SC Berlin | 4-0 | Université de Cambridge |  |

| décembre | Université de Cambridge | 0-10 | LTC Prague |  |

| décembre | SC Berlin | 1-3 | LTC Prague |  |

#### Groupe B
| Clt   | Équipe              | PJ | V | VP | D | DP | BP | BC | Pts |
| ----- | ------------------- | -- | - | -- | - | -- | -- | -- | --- |
| +001, | HC Davos            | 2  | 2 | 0  | 0 | 0  | 15 | 1  | 4   |
| +002, | CSH Bruxelles       | 2  | 1 | 0  | 1 | 0  | 4  | 10 | 2   |
| +003, | Université d'Oxford | 2  | 0 | 0  | 2 | 0  | 3  | 11 | 0   |

- Qualifié directement pour la finale

| décembre | SCH Bruxelles | 4-2 | Université d'Oxford |  |

| décembre | HC Davos | 7-1 | Université d'Oxford |  |

| décembre | HC Davos | 8-0 | SCH Bruxelles |  |

### Phase finale

#### Match pour la3eplace
| 31 décembre | SCH Bruxelles | 2-8 | SC Berlin |  |

#### Finale
| 31 décembre | LTC Prague | 2-1 (pr) (1:0, 0:1, 0:0, 1:0) | HC Davos |  |